# گوردون اسکات
گوردون اسکات (انگلیسی: Gordon Scott؛ ۳ اوت ۱۹۲۶ – ۳۰ آوریل ۲۰۰۷) یک هنرپیشه اهل ایالات متحده آمریکا بود.
او با قد ۱٫۹۱ سانتیمتری و بدنی عضلانی و تنومند، دوازدهمین بازیگر نقش تارزان در سینماست.

## فیلم‌شناسی
از فیلم‌های او می‌توان به جنگل پنهان تارزان، ماجراهای شگفت‌انگیز تارزان و گلادیاتور رم اشاره نمود.